# ۷۷۴ (میلادی)
۷۷۴ (میلادی) هفتصد و هفتاد و چهارمین سال تقویم میلادی است.

## رویدادها
پایان حکومت گوگ ترکان

## درگذشتگان
‎